# Todo es eventual
"Todo es eventual" es el séptimo relato de la colección Todo es eventual: 14 relatos oscuros del escritor estadounidense Stephen King publicado en 2002. Apareció por vez primera como parte del juego Stephen King's F13.

## Argumento
La historia es contada en primera persona por un muchacho de 19 años, Richard "Dinky" Earnshaw, quien no terminó sus estudios escolares. Dinky explica que él tiene un buen trabajo ahora. Solía ser un empleado del Savr "Supr", donde trabajó con idiotas y fue implacablemente acosado por un agresivo llamado Skipper. Dinky tiene un nuevo trabajo, donde las ventajas principales son que él consigue su propia casa y su propio coche y prácticamente todo lo que pide, incluyendo CD que no han sido estrenados aún. También consigue un sobre con $70 cada semana, con la condición de no ver a la gente que se lo entrega a través de su buzón, y que recuerde destruir o desechar cualquier dinero sobrante al final de la semana. Él se deshace del dinero sobrante lanzando las monedas por la alcantarilla de su casa, y tritura los billetes. 
Como resultado, Dinky tiene un regalo seguro. Él tiene la capacidad de influir mentalmente  en las personas dibujando complicados dibujos o imágenes, de manera que nadie más que el remitente del mensaje lo entienda completamente. Esto se ilustra cuando recuerda que, siendo niño, (prácticamente sin saberlo) utilizó esta capacidad para conducir al suicidio a un perro que lo atormentaba cerca de su casa camino a la escuela. Después de que Skipper lo humillara a diario durante años, Dinky toma la decisión de utilizar este poder para matarlo, o más exactamente para hacer que Skipper se suicide. 
Dinky es descubierto por un hombre llamado Sharpton, quien afirma que trabaja para Trans Corporation, una organización que busca en todo el mundo a personas con talentos particulares. Dinky es contratado para matar a objetivos muy específicos por correo electrónico mediante sus diseños que crea en un ordenador Apple. Él, a cambio, recibe una vida que parece ideal, con una casa y otros beneficios. El Sr. Sharpton le dice a Dinky que la gente a quien ordena matar son malos, criminales, y que el mundo estaría mejor sin ellos.
Durante un tiempo, Dinky está contento con su nueva posición, en la vida en un semi-felicidad sin sentido, sin embargo, cuando Dinky encuentra un artículo en el diario sobre uno de los individuos a los que ha causado la muerte (un aparentemente inocente columnista de un periódico), éste comienza a sentirse culpable por lo que ha hecho. Después de investigar más a sus otras víctimas, Dinky se da cuenta de que la Corporación Trans ha estado usándolo para asesinar a disidentes políticos y pensadores alternativos. Al final de la historia, Dinky está planeando su fuga de la Corporación Trans, pero no sin antes enviar un correo electrónico final al Sr. Sharpton, su reclutador.

## Inspiración
King señaló, en el prólogo de este cuento, que había tomado la idea después de soñar con un joven tirando monedas por el alcantarillado.

## Conexiones con otros trabajos de King
Dinky Earnshaw aparece luego en el último volumen de La Torre Oscura como un disgregador, y es revelado que la Trans Corporation son leales al Rey Carmesí.

## Adaptaciones
Todo es eventual fue adaptada a una película corta. Dirigida y producida por J. P. Scott, fue estrenada en 2009.